# 1076
1076 (MLXXVI) var ett skottår som började en fredag i den julianska kalendern.

## Händelser

### November
- 1 november – Frost härjar i England.[1]

### Okänt datum
- Harald Hein väljs till ny kung av Danmark på landstinget på Själland, sedan hans far Sven Estridsson har avlidit två år tidigare. Det är möjligt att Harald valdes till dansk kung redan då, men detta är osäkert.
- Bayeuxtapeten skapas troligen detta år.
- Påven Gregorius VII bannlyser den tysk-romerske kejsaren Henrik IV.

## Födda
- 1 juni – Mstislav I av Kiev, storfurste av Kievriket.

## Avlidna
- 4 juni – Sancho IV av Navarra, kung av Navarra.
- Svjatoslav II av Kiev, furste av Tjernihiv och storfurste av Kiev.
- Beatrix av Lothringen, toskansk regent.

### Fotnoter
1. ↑  Stratton, J.M. (1969). Agricultural Records. John Baker. ISBN 0-212-97022-4